# Și a venit ziua lămâilor negre
Și a venit ziua lămâilor negre (titlul original: în italiană E venne il giorno dei limoni neri) este un film dramatic de acțiune italian, realizat în 1970 de regizorul Camillo Bazzoni, protagoniști fiind actorii Antonio Sabàto, Don Backy și Florinda Bolkan.

## Rezumat
După o condamnare de opt ani de muncă forțată în America, plătind tot pentru crimele comise de alții, mafiotul Rosario Inzulia se întoarce la Palermo, dar mafia îl caută pentru a-l ucide. În timpul detenției, Rosario și-a pierdut soția care a decedat într-un accident, așa că i-a cerut ajutor șefului Don Calogero Lo Presti pentru a se repune pe picioare. Dar un bărbat care are conturi nerezolvate cu mafia, Carmelo Rizzo, îi dezvăluie că soția lui a fost ucisă de mafie, iar șeful este o persoană suspectabilă. Aflând acestea, Rosario decide să se răzbune.

## Distribuție
- Antonio Sabàto – Rosario Inzulia
- Peter Carsten – Orlando Lo Presti
- Silvano Tranquilli – comisarul Modica
- Pier Paolo Capponi – Francesco Macaluso
- Don Backy – Carmelo Rizzo
- Florinda Bolkan – Rossana
- Didi Perego – Concettina
- Lee Burton – Michele
- Raf Sparanero – Antonio
- Maria Luisa Sala – Assunta
- Frank Latimore – americanul
- Stefano Satta Flores – ucigașul
- Massimo Farinelli – Giancarlo Lo Presti
- Loris Bazzocchi –  Pasquale Sciortino